# Motivationstheorie von Pritchard und Ashwood
In der Motivationstheorie von Robert D. Pritchard und Elissa L. Ashwood ist Motivation der Prozess, die eigenen Ressourcen so auf verschiedene Aufgaben aufzuteilen, dass eine maximale Bedürfnisbefriedigung möglich ist. Dieser Prozess läuft in mehreren Schritten ab, wobei bei jedem Schritt die Motivationskette unterbrochen sein kann. Ist die Motivationskette unterbrochen, kommt es nicht zu motiviertem Handeln. Die Theorie baut auf der Theorie von Naylor, Pritchard und Ilgen (1980) auf. Sie wurde mit speziellem Blick auf Motivation im Arbeitskontext entwickelt und soll in der Praxis Anwendung finden.

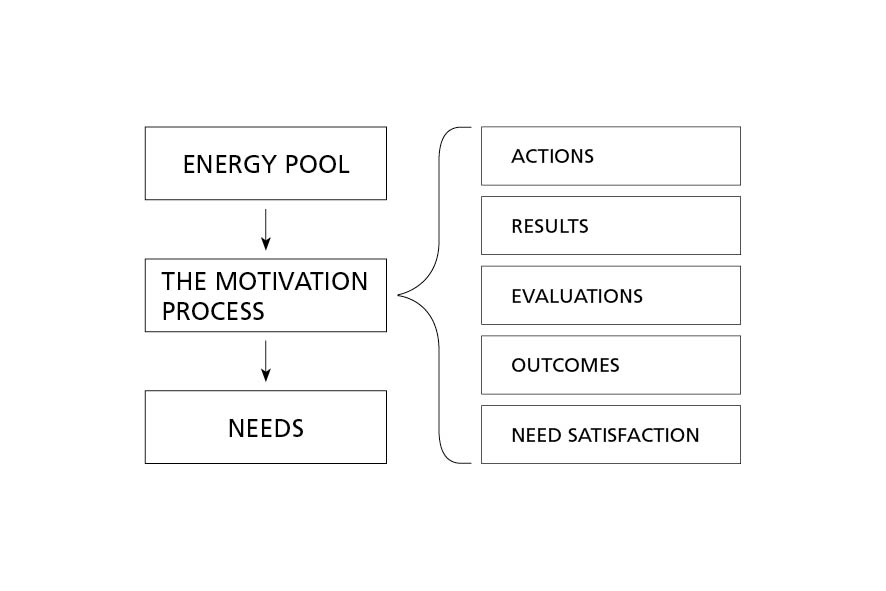
Motivationstheorie nach Pritchard und Ashwood (2008)

## Überblick über das Modell
Der Grundgedanke der Motivationstheorie von Robert D. Pritchard und Elissa L. Ashwood ist im linken Teil der Abbildung dargestellt. Es wird davon ausgegangen, dass jeder Mensch eine gewisse Menge an physischen, mentalen und emotionalen Ressourcen zur Verfügung hat. Diese Ressourcen bilden den Energie Pool einer Person. Wie viel Energie jedem zur Verfügung steht ist von Person zu Person unterschiedlich und kann auch innerhalb der Person Schwankungen unterliegen (z. B. durch Belastungen oder Schlafstörungen). Die Idee, dass dem Subjekt nur begrenzte Ressourcen zur Verfügung stehen findet sich auch bei anderen Autoren. Diese einer Person zur Verfügung stehende Energie wird nun dazu verwendet, Bedürfnisse zu befriedigen.
Es gibt eine Vielzahl an Modellen, die menschliche Bedürfnisse beschreiben (z. B. Maslows Bedürfnishierarchie, ERG-Theorie von Alderfer). Es wird meistens davon ausgegangen, dass jeder Mensch die gleichen Bedürfnisse hat. Uneinigkeit herrscht zwischen den Theorien dahingehend, welche Bedürfnisse das sind. Auch Pritchard und Ashwood gehen davon aus, dass alle die gleichen Bedürfnisse haben. Diese sind jedoch bei jedem Menschen unterschiedlich stark ausgeprägt. Zu den Bedürfnissen zählen neben Grundbedürfnissen nach ausreichend Nahrung beispielsweise das Bedürfnis nach Sicherheit, das Bedürfnis nach Anerkennung und das Bedürfnis gute Arbeit zu leisten. Wenn individuelle Bedürfnisse befriedigt werden, führt das zu Zufriedenheit, wenn sie nicht befriedigt werden, führt das zu Unzufriedenheit. Je das Individuum davon ausgeht, dass eine bestimmte Handlung seine Bedürfnisse befriedigen wird, desto höher wird seine Motivation sein, diese Handlung auszuführen. Bedürfnisse wirken sozusagen wie Magnete, die das Handeln auf bestimmte Aufgaben ausrichten.
Motivation wird dabei als Prozess gesehen, der die zur Verfügung stehenden Ressourcen auf Aufgaben und Tätigkeiten verteilt, um die erwartete Bedürfnisbefriedigung zu maximieren.
Es handelt sich also um eine Erwartungstheorie (siehe auch: Vroom, 1964; Heckhausen, 1991; Latham & Pinder, 2005). Motivation ist auf die Zukunft ausgerichtet. Die erwartete Bedürfnisbefriedigung beeinflusst das Handeln.

## Der Motivationsprozess
Dieser Prozess des Ressourcenzuteilens kann in fünf Komponenten zerlegt werden. Diese sind auf der rechten Seite der Abbildung dargestellt. Zwischen den einzelnen Komponenten bestehen Verbindungen.

### Die fünf Komponenten der Motivation
Handlungen → Ergebnisse → Evaluation → Folgen → Bedürfnisbefriedigung
Handeln ist Energie in eine bestimmte Handlung oder Aufgabe zu investieren.
Dieses Aufwenden von Energie führt zu bestimmten Ergebnissen.
Diese Ergebnisse werden evaluiert hinsichtlich ihres Wertes (Ist das Ergebnis gut?).
Auf Grund der Evaluation der Handlungsergebnisse entstehen positive oder negative Folgen (Belohnungen oder Bestrafungen).
Bestimmte Folgen führen zu Bedürfnisbefriedigung. Je mehr das Individuum denkt, dass eine Folge seine Bedürfnisse befriedigen wird, desto attraktiver die Folge.
Diese fünf Komponenten stehen in Zusammenhang miteinander. Hohe Motivation kann dem Modell zufolge nur entstehen, wenn eine Person genügend Ressourcen zur Verfügung hat, überzeugt ist diese Ressourcen für Handlungen aufwenden zu können, die zu Ergebnissen führen, die positiv bewertet werden und damit Folgen auslösen, die ihre Bedürfnisse befriedigen.

### Zusammenhänge zwischen den Komponenten
Die Zusammenhänge zwischen den Komponenten können als Kontingenzen aufgefasst werden. Es geht um die Stärke und Richtung des Zusammenhangs zwischen jeweils zwei Komponenten. Je höher eine Kontingenz ausgeprägt ist, desto stärker und klarer der Zusammenhang zwischen den jeweiligen Komponenten. Wie stark eine Kontingenz tatsächlich ausgeprägt ist, hängt jeweils von mehreren Einflussfaktoren ab. Genau diese Einflussfaktoren bilden Ansatzpunkte zur Stärkung der Kontingenzen.

#### Handlungs-Ergebnis Kontingenz
Der Zusammenhang zwischen Handlung und Ergebnis bezeichnet das Ausmaß der Kontrolle, die eine Person über das Ergebnis hat, das sie erzeugt. Es geht um das wahrgenommene Verhältnis von aufgewendeter Energie und Qualität des Ergebnisses. Bei einer niedrigen Handlungs-Ergebnis Kontingenz ist die Kontrolle über erzeugte Ergebnisse gering. Das Ergebnis verändert sich kaum, egal wie viel Energie aufgewendet wird. Dieser Zustand wirkt demotivierend, da man selbst keine Kontrolle über die Ergebnisse seiner Arbeit hat. Nur bei einer hohen Handlungs-Ergebnis Kontingenz ist motiviertes Handeln möglich. Die Höhe der Kontingenz wird durch verschiedene Einflussfaktoren bestimmt. Diese sind die Fähigkeiten einer Person, die ihr zur Verfügung stehenden Materialien, die Autorität bestimmte Aufgaben ausführen zu dürfen und vorhandene Arbeitsstrategien. Wenn ein Angestellter nicht die nötigen Fähigkeiten hat, eine bestimmte Aufgabe auszuführen, werden seine Bemühungen nicht zu den gewünschten Ergebnissen führen. Ebenso wenig, wenn nicht die nötigen Materialien oder Werkzeuge zur Hand sind, er nicht die Befugnis hat bestimmte Arbeitsschritte zu erledigen oder er schlechte Arbeitsstrategien anwendet. An diesen vier Faktoren kann angesetzt werden, um die Handlungs-Ergebnis Kontingenz zu stärken und damit Motivation zu erhöhen.

#### Ergebnis-Evaluations Kontingenz
Hierbei geht es um das wahrgenommene Verhältnis zwischen der Menge an produzierten Ergebnissen und der Bewertung dieser Ergebnisse (z. B. durch Führungskräfte, Kunden, Kollegen etc.). Wie stark diese Kontingenz ausgeprägt ist, hängt vom jeweiligen Evaluationssystem ab. Einflussfaktoren hierbei sind das Wissen über erwünschte Ergebnisse, Konsistenz der Evaluation mit den Vorstellungen der Organisation, Übereinstimmung zwischen unterschiedlichen Beurteilern und ein effektives Feedbacksystem. Wenn nicht klar ist, welche Aufgaben wichtig sind, wenden Personen eventuell ihre Ressourcen für die falschen Tätigkeiten auf. Wenn ein Angestellter von zwei Vorgesetzten unterschiedliche Bewertungen derselben Tätigkeit erhält, weiß er nicht, ob er tatsächlich gute Arbeit geleistet hat. Es ist folglich wichtig, feste, messbare Kriterien zu haben, anhand derer Leistungen bewertet werden können. Auch hier bilden die Einflussfaktoren Ansatzpunkte, um die Kontingenz zu erhöhen und damit Motivation zu beeinflussen.

#### Evaluations-Folgen Kontingenz
Die Evaluations-Folgen Kontingenz stellt das wahrgenommene Verhältnis zwischen der Positivität einer Evaluation und der Menge der erwarteten Folgen dar. Folgen können zum Beispiel sein: Gehaltserhöhungen, erhöhte Karrierechancen, Anerkennung und Lob (auch Kritik und öffentliche Schuldzuweisungen als Beispiele für negative Folgen). Beeinflusst wird die Stärke dieser Kontingenz durch die Anzahl an Folgen und Konsistenz der Folgen über die Zeit und über verschiedene Personen hinweg. Entstehen bei unterschiedlichen Evaluationen dieselben Folgen (es hat also z. B. keine Auswirkungen, wenn man freundlich oder unfreundlich zum Kunden ist, der Kunde kauft trotzdem), ist die Evaluations-Folgen Kontingenz niedrig. Die niedrige Kontingenz führt zu niedriger Motivation, da es anscheinend keinen Unterschied macht, welche Ergebnisse erzielt werden.

#### Folge-Bedürfnisbefriedigungs Kontingenz
Mit diesem Zusammenhang ist das Verhältnis von Folgen und erwarteter Bedürfnisbefriedigung bezeichnet. Jeder Person sind andere Bedürfnisse wichtig. Diese können durch verschiedene Folgen befriedigt werden. Wenn erwartet wird, dass eine bestimmte Folge eines oder mehrere Bedürfnisse befriedigen kann, ist die Kontingenz hoch und damit auch die Motivation. Beeinflusst wird die Folge-Bedürfnisbefriedigungs Kontingenz durch die Stärke des aktuellen Bedürfnisses, der Anzahl an Bedürfnissen, die durch eine Folge befriedigt werden, der Fairness von Belohnungen und den Erwartungen, sowie Vergleichen mit anderen.
Für hohe Motivation, müssen die Kontingenzen zwischen allen Komponenten hoch sein. Ist die Motivationskette jedoch an einer oder mehreren Stellen unterbrochen (niedrige Kontingenz zwischen zwei Komponenten), bleibt die Motivation niedrig.

## Anwendung der Theorie
Diese Motivationstheorie wird im Arbeitskontext bereits praktisch umgesetzt. So wurde von Pritchard ein Fragebogen entwickelt, mit dem in einem Unternehmen die Motivationslage abgefragt werden kann, das Motivation Assessment System (MAS). Mit diesem Fragebogen werden die einzelnen Kontingenzen sowie ihre jeweiligen Einflussfaktoren abgefragt. So kann bestimmt werden, an welchen Stellen eventuell eingegriffen werden sollte, um die Motivation der Mitarbeiter zu erhöhen und damit die Leistung und Produktivität zu steigern.
Außerdem bildet die Motivationstheorie von Pritchard und Ashwood, zusammen mit der ihr zu Grunde liegenden Theorie von Naylor, Pritchard und Ilgen (1980), die Grundlage für das Productivity Measurement and Enhancement System (ProMES) oder Partizipatives Produktivitätsmanagement (PPM), wie es auf Deutsch genannt wird. ProMES stellt eine Intervention dar, bei der über regelmäßiges Feedback die Arbeitsleistung erhöht werden soll.